# Spiritual Beggars
Spiritual Beggars – szwedzka grupa muzyczna wykonująca stoner metal. Powstała w 1992 w Halmstad z inicjatywy gitarzysty Michaela Amotta. Do 2016 roku ukazało się dziewięć albumów studyjnych zespołu pozytywnie ocenianych przez publiczność, jak i krytyków muzycznych. Znaczną popularność zespół uzyskał w Japonii, gdzie wielokrotnie koncertował. Na tamtejszym rynku muzycznym płyty Spiritual Beggars ukazały się nakładem Toy's Factory.

## Historia

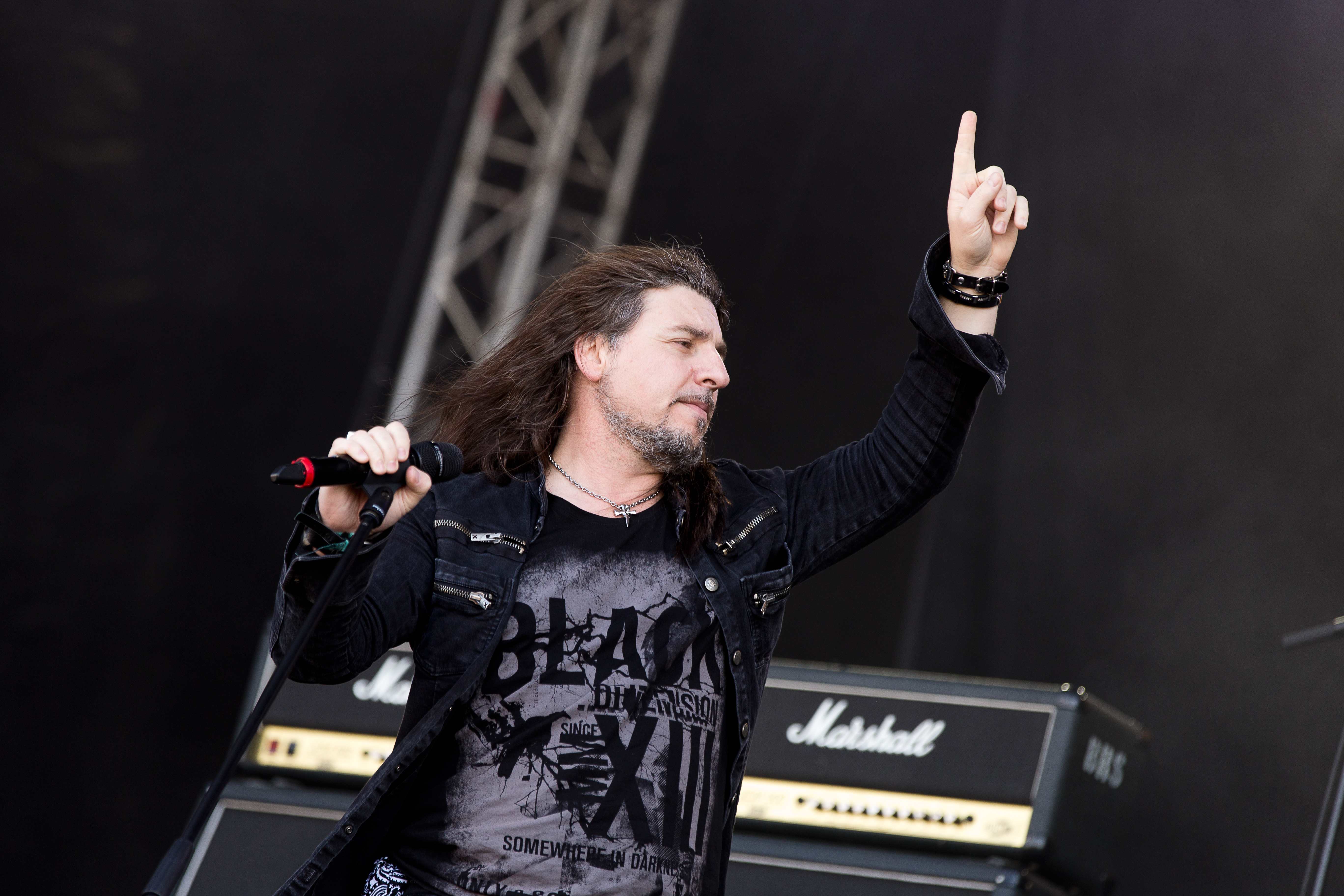
Apollo Papathanasio, 2016

Zespół powstał w 1992 roku z inicjatywy gitarzysty Michaela Amotta ówczesnego członka grupy Carcass. W 1994 roku nakładem Wrong Again Records ukazał się debiutancki album grupy zatytułowany Spiritual Beggars. W 1996 roku nakładem Music For Nations ukazał się drugi album Spiritual Beggars pt. Another Way To Shine. W 1998 roku ukazał się singel Violet Karma promujący płytę pt. Mantra III. 
11 lipca 2000 roku ukazał się czwarty album pt. Ad Astra. Rok później nakładem Southern Lord Records został wydany split Spiritual Beggars z Grand Magus pt. It's Over. Pod koniec tego samego roku z zespołu odszedł basista i wokalista Christian „Spice” Sjostrand, którego zastąpiło dwóch muzyków: wokalista Janne Christoffersson oraz basista Roger Nilson. 
W kwietniu 2002 roku zespół odbył trasę koncertową w Japonii. 8 października tego samego roku nakładem Music For Nations ukazał się piąty album grupy pt. On Fire. W 2004 roku z zespołu odszedł basista Roger Nilson, którego zastąpił Sharlee D’Angelo znany z występów w grupie Arch Enemy. W 2005 roku ukazał się szósty album zespołu pt. Demons. Płyta została zarejestrowana w Studio Fredman we współpracy z producentem muzycznym Fredrikiem Nordstromem. 
26 września tego samego roku została wydana również pierwsza płyta DVD zespołu pt. Live Fire!. W czerwcu 2010 roku nowym wokalistą formacji został Apollo Papathanasio. Muzyk zastąpił Janne „J.B.” Christofferssona, który skoncentrował się na działalności Grand Magus. Wkrótce potem zespół podpisał kontrakt wydawniczy z wytwórnią muzyczną InsideOut Music. 12 października tego samego roku do sprzedaży trafił siódmy album studyjny grupy pt. Return To Zero.

## Muzycy
| Obecny skład zespołu - Michael Amott – gitara (od 1992) - Ludwig Witt – perkusja (od 1993) - Per Wiberg – instrumenty klawiszowe (od 1998) - Sharlee D’Angelo – gitara basowa (od 2005) - Apollo Papathanasio – wokal prowadzący (od 2010) |  | Byli członkowie zespołu - Christian "Spice" Sjöstrand – wokal prowadzący, gitara basowa (1992–2001) - Roger Nilsson – gitara basowa (2002–2004) - Janne "JB" Christoffersson – wokal prowadzący (2002–2010) |  | Muzycy koncertowi - Stefan Isebring – perkusja (1998) |

## Dyskografia

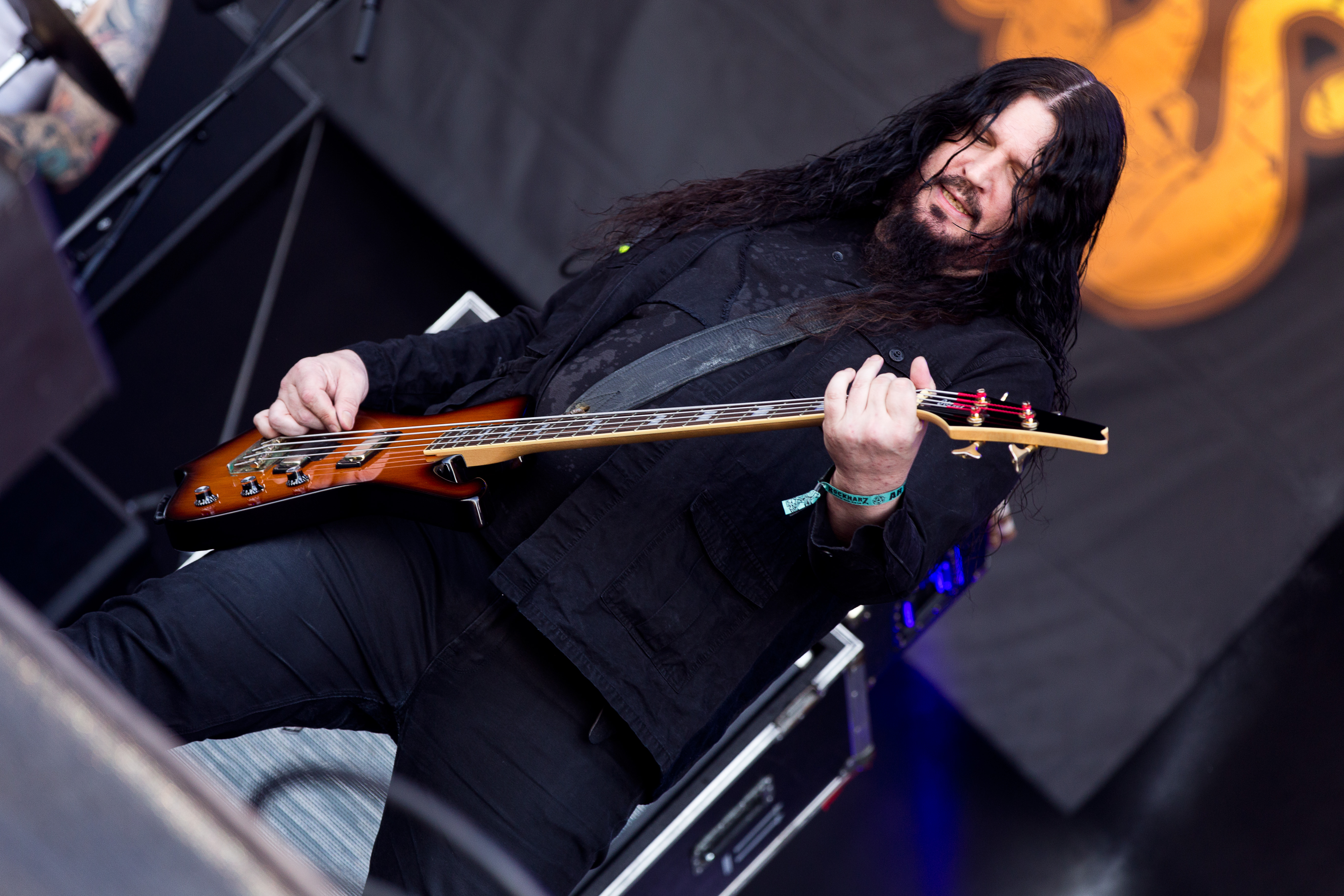
Sharlee D’Angelo, 2016

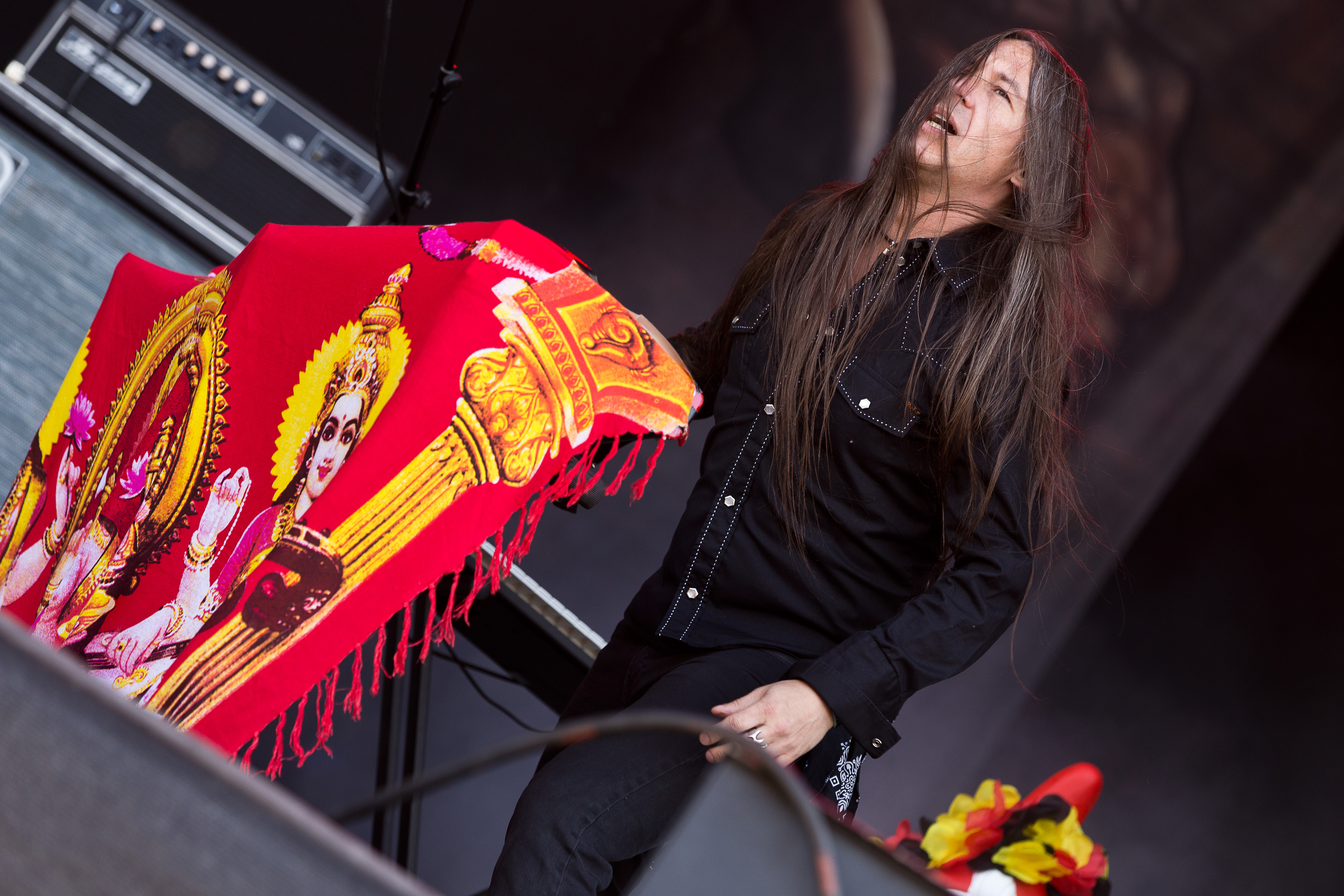
Per Wiberg, 2016

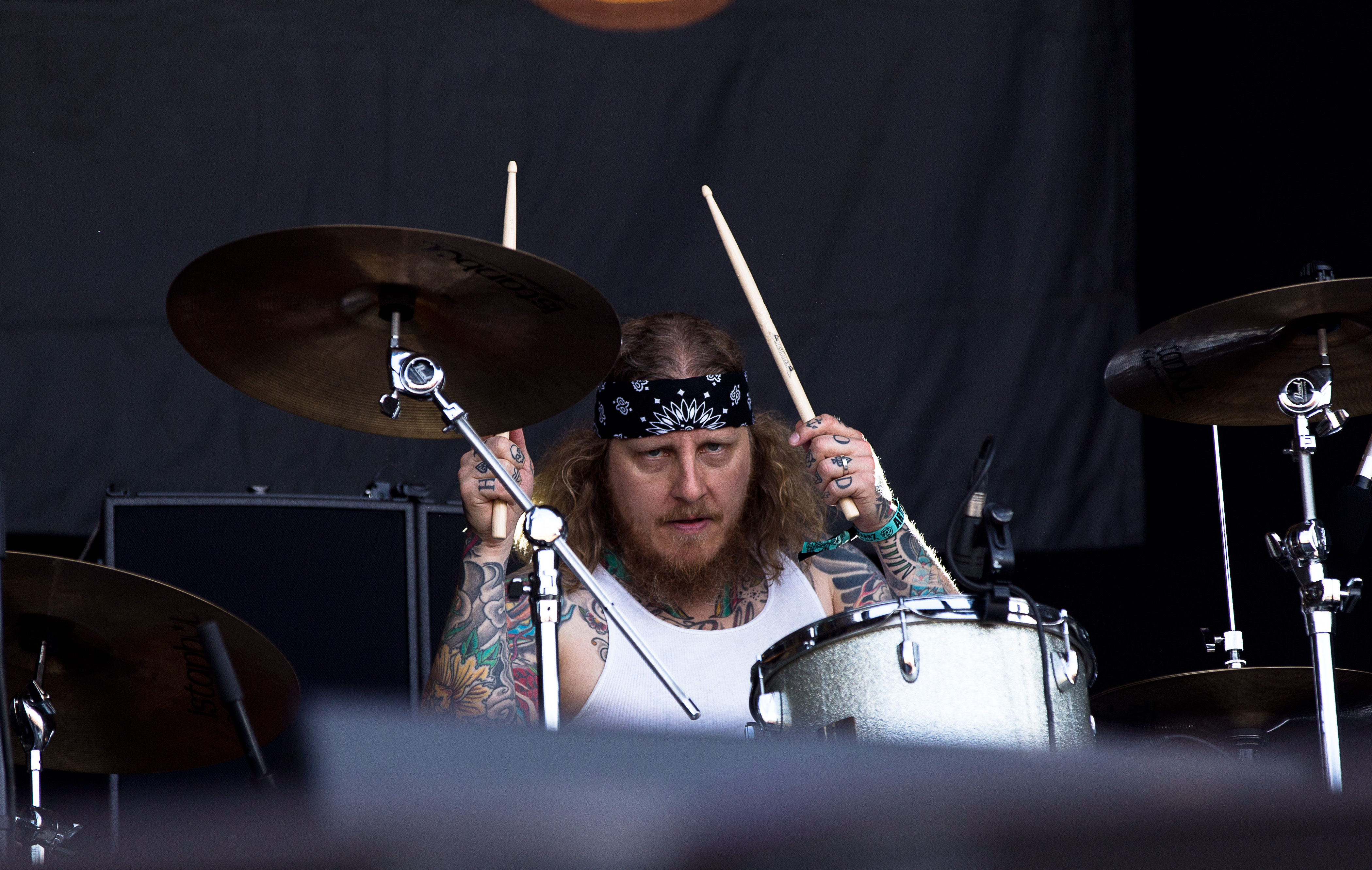
Ludwig Witt, 2016

Albumy studyjne
| Spiritual Beggars                       | - Data: 1994 - Wydawca: Wrong Again Records              | –  | –  | –  | –  | –   |
| Another Way To Shine                    | - Data: 1996 - Wydawca: Music For Nations                | –  | –  | –  | –  | –   |
| Mantra III                              | - Data: 1998 - Wydawca: Music For Nations                | –  | –  | –  | –  | –   |
| Ad Astra                                | - Data: 11 lipca 2000 - Wydawca: Music For Nations       | 75 | 76 | –  | –  | –   |
| On Fire                                 | - Data: 8 października 2002 - Wydawca: Music For Nations | 65 | –  | –  | –  | –   |
| Demons                                  | - Data: 20 czerwca 2005 - Wydawca: InsideOut Music       | 71 | –  | –  | –  | –   |
| Return To Zero                          | - Data: 12 października 2010 - Wydawca: InsideOut Music  | 69 | –  | –  | 33 | –   |
| Earth Blues                             | - Data: 15 kwietnia 2013 - Wydawca: InsideOut Music      | 83 | –  | –  | –  | 157 |
| Sunrise to Sundown                      | - Data: 18 marca 2016 - Wydawca: Century Media Records   | 71 | 79 | 45 | –  | 110 |
| „–” oznacza, że album nie był notowany. |                                                          |    |    |    |    |     |

Albumy koncertowe
| Tytuł                          | Dane dot. albumu                                 | Pozycja na liście |
| Tytuł                          | Dane dot. albumu                                 | JPN               |
| ------------------------------ | ------------------------------------------------ | ----------------- |
| Return To Live: Loud Park 2010 | - Data: 16 marca 2011 - Wydawca: InsideOut Music | 229               |

Splity
| Tytuł                           | Dane dot. albumu                              |
| ------------------------------- | --------------------------------------------- |
| It's Over (split z Grand Magus) | - Data: 2001 - Wydawca: Southern Lord Records |

Albumy wideo
| Tytuł     | Dane dot. albumu                                    |
| --------- | --------------------------------------------------- |
| Live Fire | - Data: 26 września 2005 - Wydawca: InsideOut Music |

## Teledyski
| Tytuł               | Rok  | Reżyseria        | Album              | Źródło |
| ------------------- | ---- | ---------------- | ------------------ | ------ |
| "Angel Of Betrayal" | 2000 | –                | Ad Astra           | [ 17 ] |
| "Killing Time"      | 2002 | –                | On Fire            | [ 17 ] |
| "No One Heard"      | 2005 | –                | Demons             | [ 17 ] |
| "Wise As A Serpent" | 2013 | Michael Amott    | Earth Blues        | [ 18 ] |
| "Turn The Tide"     | 2013 | Martin Björnlund | Earth Blues        | [ 19 ] |
| "Dark Light Child"  | 2016 | Costin Chioreanu | Sunrise To Sundown | [ 20 ] |
| "Hard Road"         | 2016 | Dirk Behlau      | Sunrise To Sundown | [ 21 ] |

## Nagrody i wyróżnienia
| Rok  | Kategoria      | Tytułem              | Nagroda | Nota      | Źródło |
| ---- | -------------- | -------------------- | ------- | --------- | ------ |
| 1997 | Årets hårdrock | Another Way To Shine | Grammis | Nominacja | [ 22 ] |